# Porto di Neorion

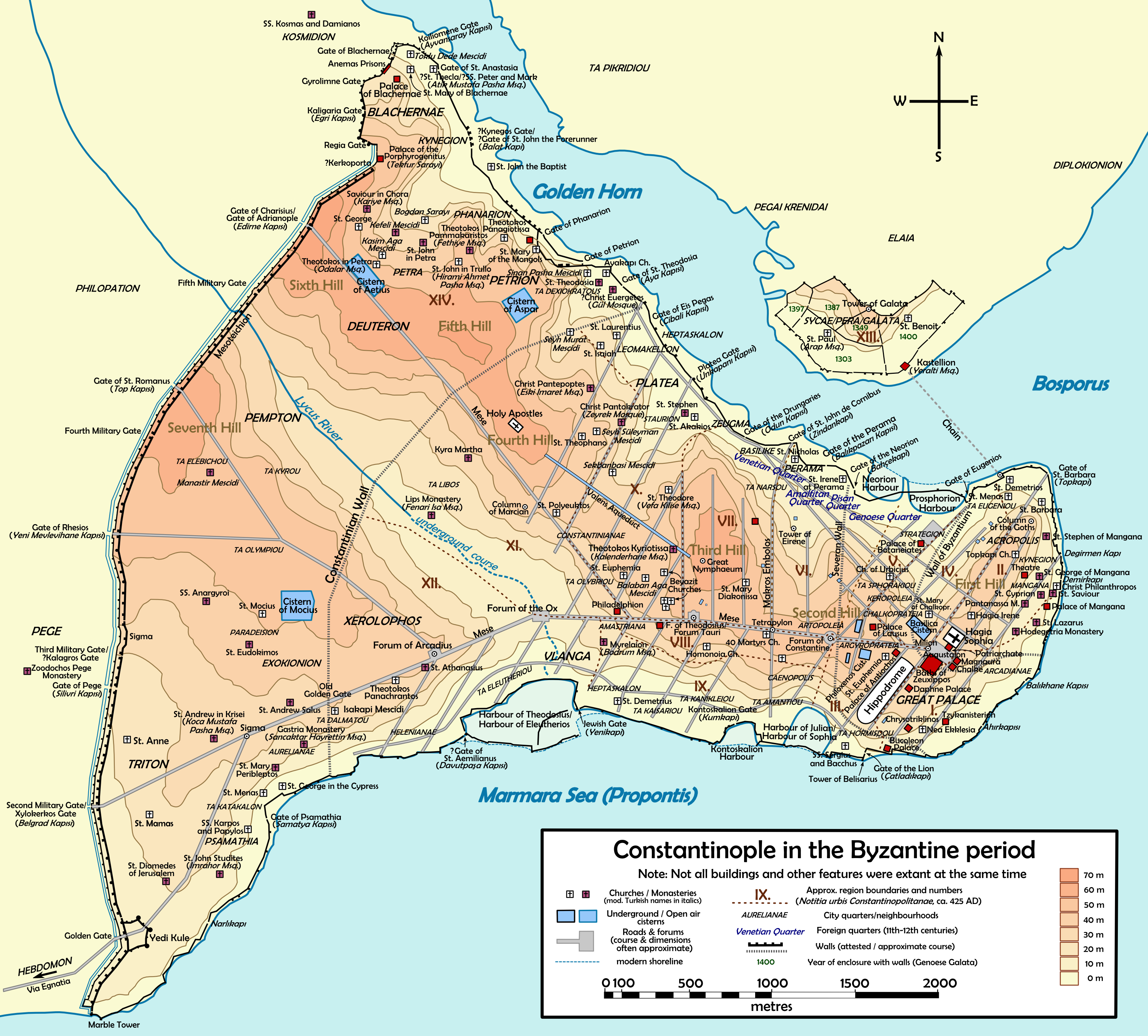
Mappa di Costantinopoli bizantina. Il Neorion si trova nella parte orientale della città, sulla sponda meridionale del Corno d'Oro, vicino alla sua foce nel Bosforo

Il porto di Neorion (in greco antico: Λιμὴν τοῦ Νεωρίου o Λιμὴν τῶν Νεωρίων?) era un porto nella città di Costantinopoli, attivo dalla fondazione della città nel IV secolo fino al tardo periodo ottomano. Fu il primo porto a essere costruito a Costantinopoli dopo la sua rifondazione da parte di Costantino il Grande, e il secondo nella zona dopo il Prosphorion, che era il porto dell'antica Bisanzio.

## Ubicazione
Il porto si trovava sulla sponda meridionale del Corno d'Oro, ad est dell'attuale ponte di Galata, nella sesta regione di Costantinopoli. Nella Istanbul ottomana questa zona corrispondeva al quartiere di Bahçekapı ("Porta del giardino"), situato tra i magazzini doganali e l'Abdülhamit Medrese: oggi il sito appartiene alla Mahalle di Bahcekapi di Eminönü, che è parte del distretto di Fatih (la città murata) di Istanbul. L'insenatura dove un tempo si trovava il bacino è ora insabbiata ed è attualmente occupata dai terminal dei traghetti per il Bosforo, Kadiköy e Üsküdar.

## Storia

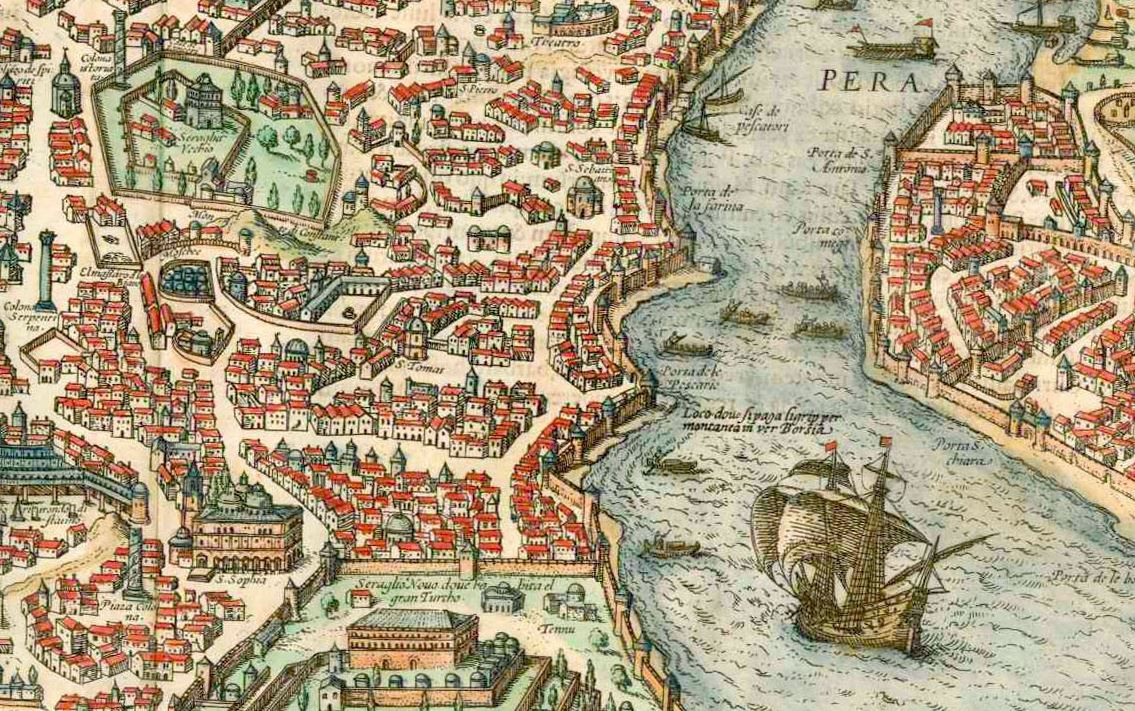
Il porto di Neorion (seconda insenatura dal basso lungo il lato sinistro del Corno d'oro), da Bisanzio nunc Constantinopolis di Braun e Hogenberg, 1572

Il Neorion fu il primo porto a essere eretto a Costantinopoli dopo la sua fondazione, e il secondo nella zona dopo il porto del Prosphorion, che esisteva già sotto la precedente incarnazione della città come Bisanzio, e giaceva nella successiva insenatura ad est, proprio sotto il pendio a nord-ovest della prima collina della città, nel quartiere denominato "ta Eugeniou" (in greco antico: τὰ Εὑγενίου?). Essendo situato sulla sponda meridionale del Corno d'Oro, il Neorion non era soggetto alle forti tempeste provocate dal Lodos, il vento del sud-ovest che soffia dal Mar di Marmara; inoltre, l'insabbiamento del porto non rappresentava un problema così grave come per i porti della sponda meridionale della città. Infatti, l'ingresso delle navi a vela nel Corno d'Oro era possibile con tutti i venti; l'unico vento che avrebbe potuto creare alcuni problemi e un leggero insabbiamento era il vento da nord. Il bacino aveva la doppia funzione di porto commerciale e di cantiere navale, e ospitava anche una fabbrica di remi (in greco antico: κοπάρια?). Poiché l'attività principale del porto era il commercio, l'area era circondata da molti magazzini.
Questo fatto è sottolineato dai numerosi incendi che devastarono il quartiere portuale: nel 433 tutti i magazzini bruciarono; nel 465 un incendio iniziò qui inghiottendo otto regioni della città; e nel 559 i magazzini bruciarono di nuovo. Secondo una tradizione tarda, Sant'Andrea apostolo si stabilì qui e fece del quartiere il centro della sua predicazione quando approdò a Bisanzio. Nel 697 l'imperatore Leonzio (r. 695-98) fece ripulire il porto dal fango, poiché la zona era sospettata di essere un focolaio di pestilenza.Il Neorion rimase un porto importante per la città attraverso i secoli, e quando le colonie commerciali latine (e forse anche gli ebrei) vi si insediarono, acquisendo il diritto di stabilire il loro scalo sul Corno d'Oro, l'importanza del porto crebbe. Prima di tutto, veneziani e amalfitani si stabilirono a ovest; poi vennero i pisani, che alla fine dell'XI secolo si stabilirono nella zona densamente abitata a ovest del porto; infine, nel 1155 vennero i Genovesi, che fondarono la loro colonia in un'area situata a sud e a est del Neorion.
Nel XVII secolo, molto tempo dopo il trasferimento dei Genovesi a Galata, sulla sponda opposta del Corno d'Oro, una parte della comunità ebraica si stabilì nel quartiere, vivendo lì fino alla metà del XX secolo, quando l'intera area fu demolita per allargare la strada costiera e creare la piazza davanti alla Moschea Nuova. A causa della presenza ebraica nella zona, nel periodo ottomano la Porta Neoriou bizantina delle mura marittime cambiò il suo nome in Çifutkapı ("Porta dell'Ebreo"). Al momento della loro massima espansione, gli scali latini si estendevano abbastanza a ovest del Neorion, raggiungendo la Porta di Bigla / Vigla (chiamata anche porta del Drungarios, in seguito l'ottomana Odun Kapı, "Porta della legna da ardere"). Con l'ascesa del potere genovese durante il periodo paleologo, il commercio estero migrò dal Neorion a Galata, ma dopo la caduta della città nel 1453 e il successivo declino dell'egemonia commerciale di Genova, il porto avrebbe riguadagnato e mantenuto una parte del commercio di oltremare della città fino alla tarda età ottomana.

## Descrizione
Lungo il litorale del Neorion si trovava un portico, chiamato Keratembolin (in greco antico: Κερατεμβόλιν)?. Il nome deriva da una statua eretta su una volta di bronzo, che raffigurava un uomo con quattro corna in testa. Secondo una leggenda, nell'area del porto era esposta anche una statua di un bue che muggiva una volta all'anno, spaventando gli abitanti del quartiere. Per questo motivo, l'imperatore Maurizio (r. 582-602) ordinò che fosse gettata in mare. Una parte del porto era conosciuta come "la vecchia attrezzatura" (in greco antico: ἡ παλαιὰ ἐξάρτυσις?), e ospitava un cantiere navale: in questo quartiere si trovava la chiesa di Santa Eufemia.